# Révolte du Ronco da Abelha
La Révolte du Ronco da Abelha est un mouvement qui se produisit dans le sertão du Nordeste brésilien, entre 1851 et 1852, et qui n'a pas eu de répercussion nationale. Elle se développa au Pernambouc et s'étendit aux états d'Alagoas, du Ceará et du Sergipe. 
Cette révolte fut motivée par la réalisation d'un recensement et d'une obligation d'inscription des personnes au Registre civil qui, selon des rumeurs, devrait servir à vérifier le nombre d'esclaves noirs au Brésil pour rétablir l'esclavage. En effet, l'origine ethnique et la couleur de la peau devaient figurer dans les deux. Les Noirs du sertão s'armèrent alors de pierres et de bâtons et envahirent les raffineries de sucre, mais le mouvement fut rapidement sous contrôle, les deux décrets établissant les motifs du mouvement ayant été abolis.
Cette révolte n'eut pas de chefs, semblant s'être produite assez spontanément, mais des sources historiques laissent supposer que les insurgés aient été encouragés par des ecclésiastiques et des politiciens et propriétaires terriens liés au Parti libéral, alors en opposition au Parti conservateur au pouvoir. 
La Révolte du Ronco da Abelha a reçu ce nom en raison du bruit que faisait la foule en révolte, qui faisait penser au bourdonnement d'un essaim d'abeilles en vol (ronco da abelha = "ronflement de l'abeille").